# 코테키노

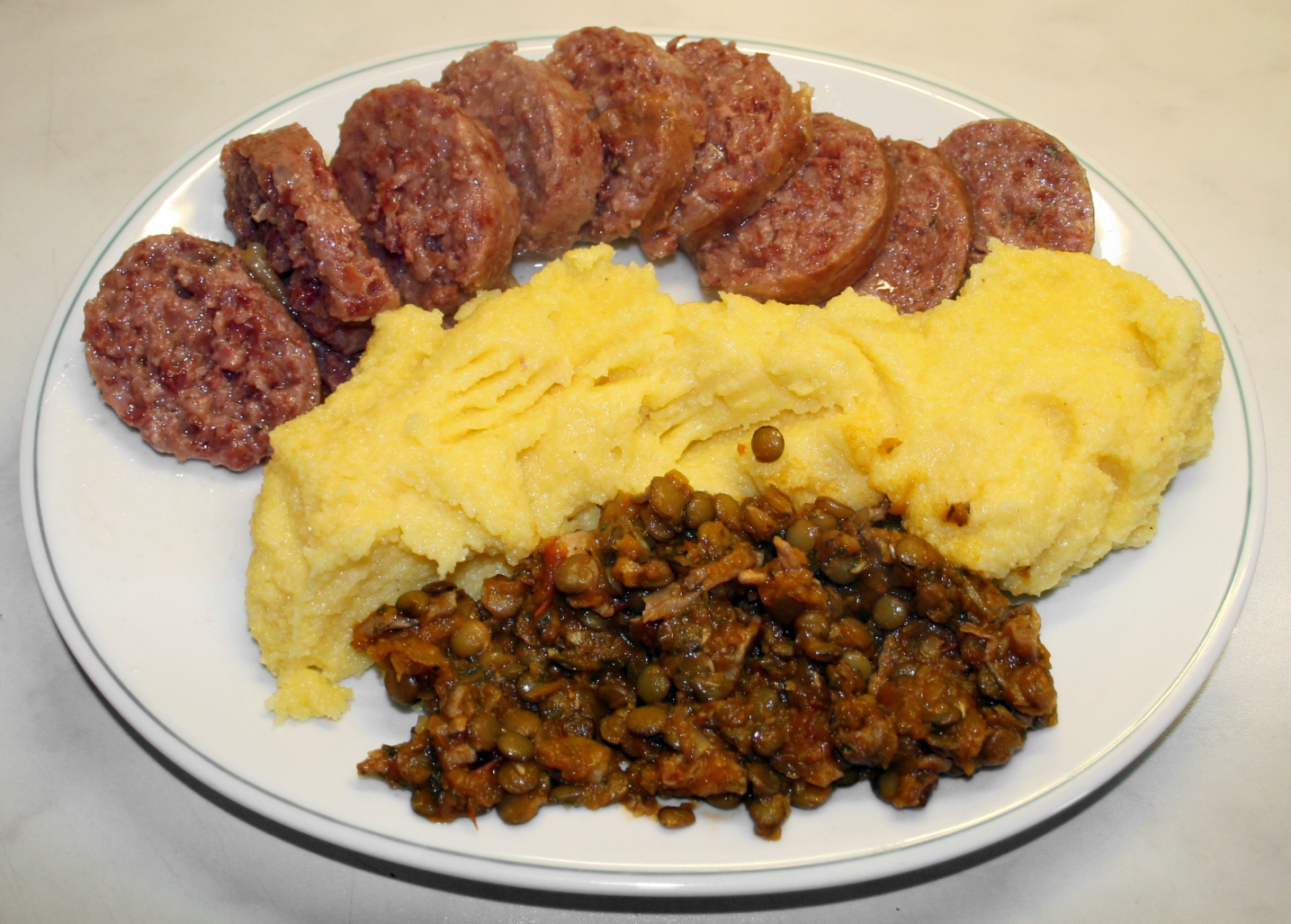
폴렌타 등과 함께 완두콩을 넣어 끓여먹는다.

코테키노(이탈리아어: cotechino)는 이탈리아식 돼지고기 요리로서 살라미와 유사하나 반드시 요리를 한다. 4시간 정도 저열로 끓여 먹는다. 돼지 껍질을 의미하는 cotica (rind)에서 유래했으며 지역에 따라 다른 의미를 갖기도 한다.
신년 전날 저녁식사로는 완두콩과 함께 먹는데 행운을 부른다고 보기도 한다. 내장을 돼지껍질, 돼지고기, 비계 등으로 채워 준비한다. 소금과 향신료를 넣으며 방부제 효과를 위해 아질산염을 쓴다.
코테키노 모데나는 생산지 표시체계인 인디카지오네 제오그라피카 프로테타(Indicazione Geografica Protetta-IGP)를 인증 받았으며 이탈리아 법으로 보호 받는다.